# Distretto di Birecik

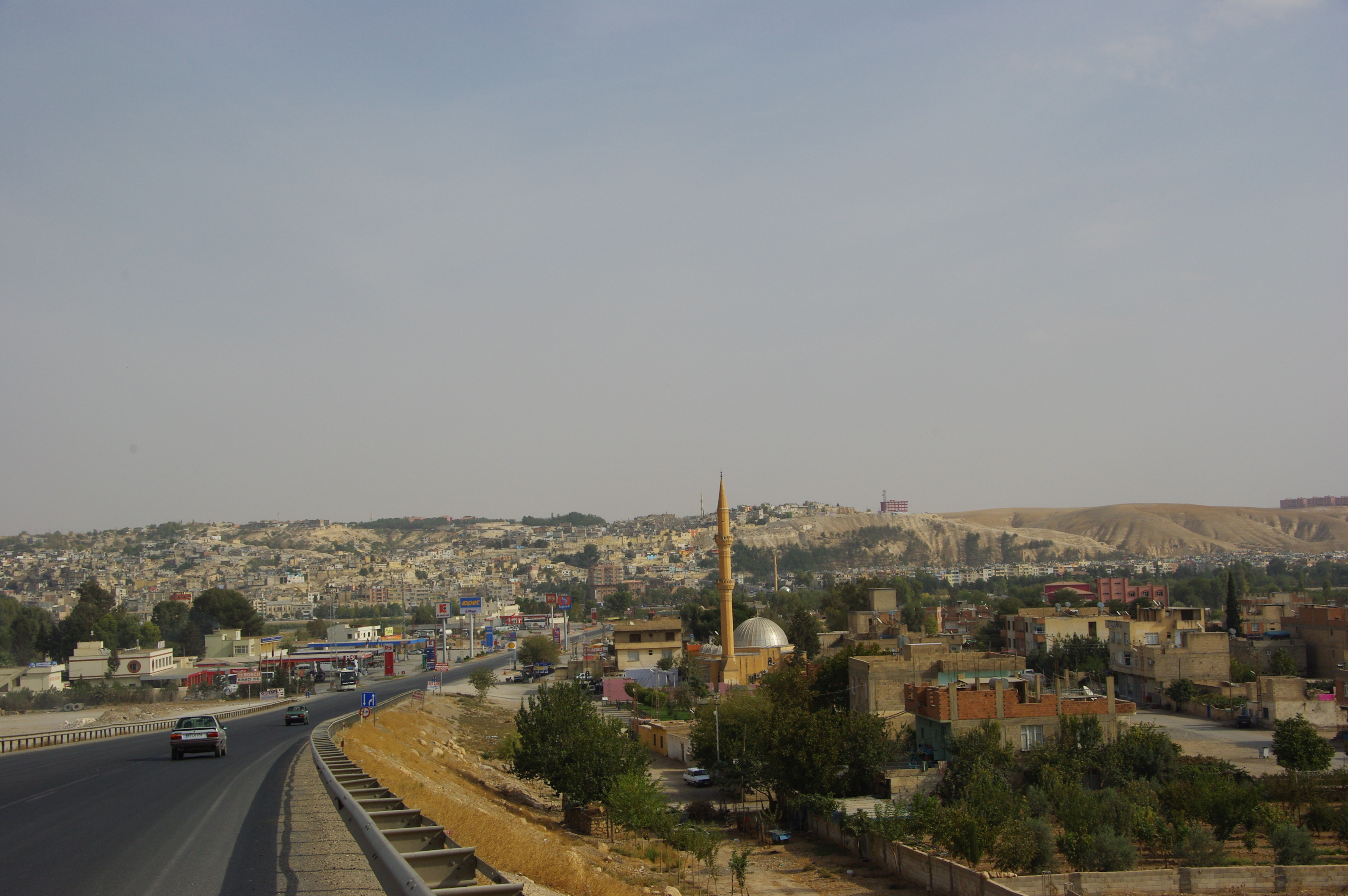
A view of Birecik district

Il distretto di Birecik (in turco Birecik ilçesi) è uno dei distretti della provincia di Şanlıurfa, in Turchia.